# Oud gemeentehuis van Wambeek
Het oud gemeentehuis van de Ternatse deelgemeente Wambeek werd in 1868 opgericht in het centrum van de gemeente, nabij de Sint-Remigiuskerk. Het adres is Langestraat 2 te Wambeek. De kadastergegevens zijn Ternat, 2de afdeling Wambeek, sectie B, nr. 5G.

## Geschiedenis
Het gemeentehuis van Wambeek werd opgericht in 1868, samen met de oorspronkelijke gebouwen van de naastgelegen gemeenteschool. Het gebouw had aanvankelijk een dubbele bestemming: het was een gemeentehuis en een schoolmeesterwoning. Daarom heeft het gebouw ook twee inkomdeuren. 

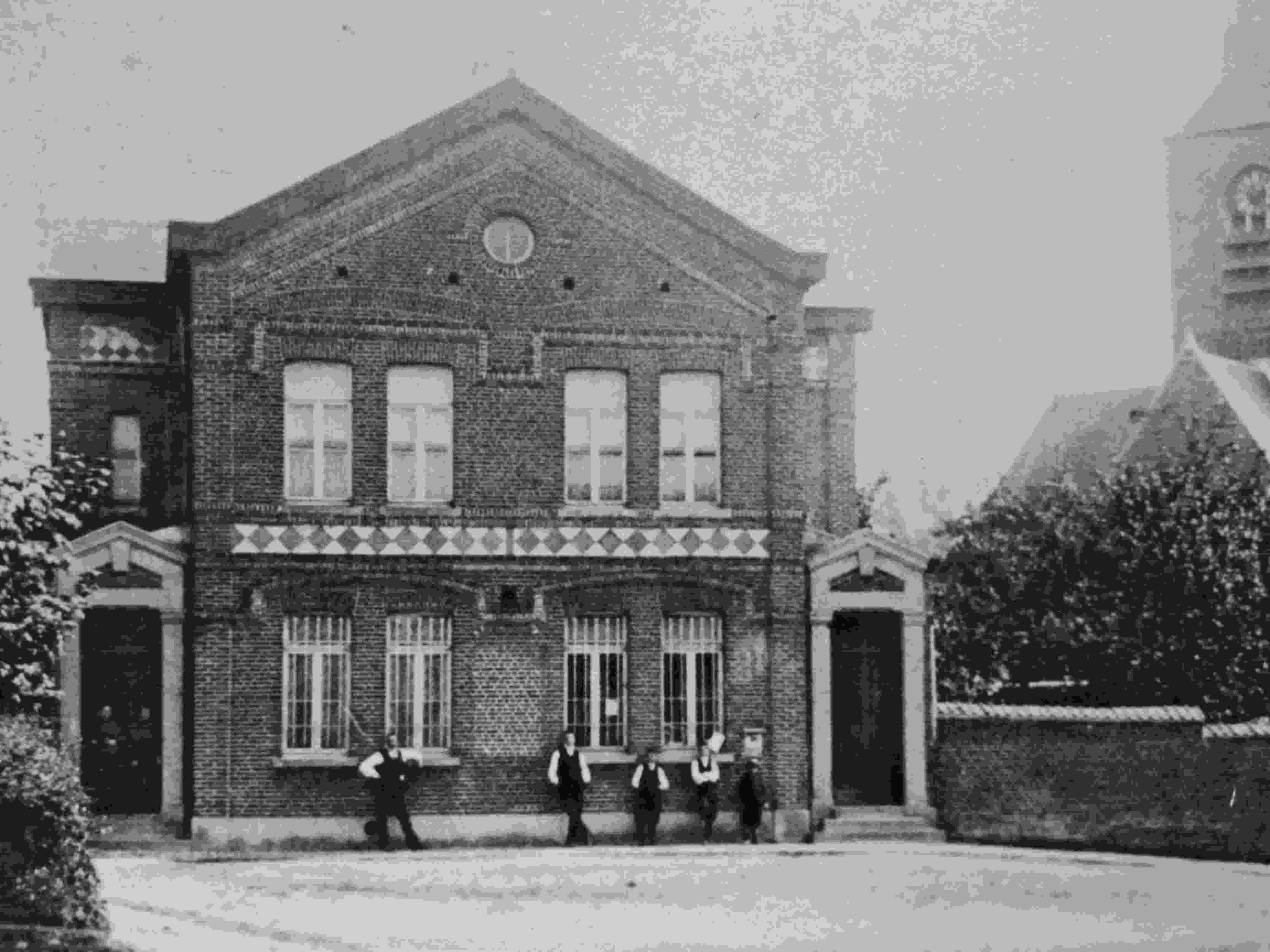

De schoolmeesterwoning werd door de hoofdonderwijzer bewoond. Van 1894 tot 1923 was dat Judocus Willems, de vader van Berten Willems, een gesneuvelde oorlogsvrijwilliger van WOI. Op 2 oktober 1993 werd een gedenkplaat in zwarte marmer, aangebracht op zijn geboortehuis, ingehuldigd. De laatste hoofdonderwijzer die er heeft gewoond is Jozef Pappaert, die er heeft gewoond tot 31 augustus 1960. Nadien is het gebouw met de woning en het gemeentehuisgedeelte gebruikt voor administratieve diensten van de gemeente. Nog later is er tijdelijk een postkantoor met beperkte openingsuren gevestigd. Na de fusie van Wambeek en Ternat in 1977 heeft de gemeentelijke politie daar haar intrek genomen. En na renovatie in 2011 heeft het gebouw een functie voor voor- en naschoolse kinderopvang en voor gemeenschapsactiviteiten gekregen.

## Architecturale en erfgoedkundige waarde
Het bakstenen gebouw met twee bouwlagen is opgetrokken in eclectische stijl, met voornamelijk invloeden uit de (neo)classicistische stroming. Kenmerkend voor de vier traveeën tellende voorgevel is de decoratief uitgewerkte bakstenen puntgevel onder houten kroonlijst. Typologisch en conceptueel leunt het gebouw aan bij de typische 19e-eeuwse school- en gemeentehuisarchitectuur. Het speels opgevatte sierelement van de gecementeerde band met ruitvormige gele tegels  (dat de voorgevel een eigen karakter bezorgt) kan worden aangezien als een voorloper van de veel voorkomende sgrafittopanelen op landelijke 19e- en begin 20e-eeuwse schoolgebouwen en gemeentehuizen.